# Jean Ces
Jean Ces (ur. 13 stycznia 1906 w Béziers, zm. 25 grudnia 1969 tamże) – francuski bokser wagi koguciej. W 1924 roku na letnich igrzyskach olimpijskich w Paryżu zdobył brązowy medal.